# دیوکتی
دیوکتی، روستایی است از توابع بخش مرکزی شهرستان ساری در استان مازندران ایران قرار دارد.

## جمعیت
این روستا در دهستان مذکوره قرار داشته و براساس آخرین سرشماری مرکز آمار ایران که در سال ۱۳۸۵ صورت گرفته، جمعیت آن ۶۵۸نفر (۱۷۹خانوار) بوده‌است.